# Marie Maynard Daly
Pour les articles homonymes, voir Daly.
Marie Maynard Daly (16 avril 1921 – 28 octobre 2003) est une biochimiste américaine qui s'est particulièrement illustrée pour ses découvertes sur le système cardiovasculaire. Elle a été la première femme afro-américaine à obtenir un doctorat (Ph. D.) en chimie, qu'elle a obtenu à l'université Columbia en 1947.

## Origines et jeunesse
Son père, Ivan C. Daly, immigre des Antilles britanniques et trouve un travail de postier. Il  épouse Helen Page et ils vivent à New York. Marie Maynard Daly naît et grandit à Corona un quartier new yorkais du Queens. Elle rend souvent visite à ses grands-parents maternels à Washington où elle peut lire dans la vaste bibliothèque de son grand-père des ouvrages sur les scientifiques et leurs réalisations. Elle est particulièrement impressionnée par Paul de Kruif et son ouvrage Les Chasseurs de microbes  (1926), un travail qui a partiellement influencé sa décision de devenir une scientifique.
Son intérêt pour la science a aussi été influencé par son père qui avait suivi des cours à l'université Cornell avec l'intention de devenir chimiste mais avait du arrêter ses études, faute d'argent. Elle suit le parcours de son père et est majore en chimie. De nombreuses années plus tard, elle développera un fonds, en l'honneur de celui-ci, pour accorder des bourses d'études au Queens College afin d'aider les élèves issus de minorités voulant se spécialiser en chimie ou en physique.

## Études
Elle obtient son baccalauréat à l'Hunter College High School où elle a été encouragée à poursuivre en  chimie. Elle s'inscrit au Queens College à Flushing, un établissement dépendant de l'université de la Ville de New-York. Elle vit alors encore dans la maison familiale pour économiser de l'argent, elle obtient sa licence en chimie en 1942 puis décroche une bourse destinée aux 2,5 % des étudiants ayant eu les meilleurs résultats.
Marie Maylard Daly reçoit une bourse d'études supérieures de l'université du Queens pour suivre des cours à l'université de New York. Durant un an, elle travaille comme assistante de laboratoire au Queens College, pendant qu'elle étudie à l'université de New York pour obtenir sa maîtrise de chimie, qu'elle réussit en 1943. Elle devient ensuite tutrice en chimie à l'université du Queens College et s'inscrit au programme de doctorat à l'université Columbia, où elle est supervisée par la docteure Mary Letitia Caldwell. Celle-ci, qui a un doctorat en nutrition, l'aide à découvrir comment les produits chimiques dans le corps contribuent à la digestion des aliments. Marie Maylard Daly intitule sa thèse A Study of the Products Formed By the Action of Pancreatic Amylase on Corn Starch, elle la soutient et obtient son doctorat de chimie en 1947.

## Carrière
Marie Maylard Daly travaille comme professeure de sciences physiques à l'université Howard de 1947 à 1948, tout en menant des recherches sous la direction d'Herman Branson. Après s'être vu attribuer une subvention de la Société américaine du cancer pour des recherches postdoctorales, elle se joint au docteur Alfred Mirsky du Rockefeller Institute et ils étudient le noyau cellulaire. Elle étudie les noyaux de tissus afin de déterminer les compositions des acides nucléiques. En outre, elle explore le rôle de la ribonucléoprotéine cytoplasmique dans la synthèse des protéines. À l'aide de glycine radiomarqué, elle peut mesurer la façon dont le métabolisme des protéines se modifie en fonction de l'alimentation et du jeûne sur des souris. En 1953, après que Watson et Crick décrivent la structure de l'ADN, le champ de la recherche sur les noyaux de cellule change de manière significative et est inondé de possibilités de financement. Son travail prospère alors dans un nouvel environnement.
Elle commence à travailler au sein du Collège des Médecins et Chirurgiens de l'université Columbia en 1955. En collaboration avec le docteur Quentin B. Deming, elle étudie les effets du vieillissement, de l'hypertension et l'athérosclérose sur le métabolisme de la paroi artérielle. Elle poursuit ce travail en tant que professeure adjointe de biochimie et de médecine à l'Albert Einstein College of Medicine à l'université Yeshiva où elle et Deming ont travaillé en 1960. Elle s’enthousiasme d'enseigner la médecine aux étudiants et se consacre à l'augmentation du nombre d'étudiants issus des minorités inscrits dans les écoles de médecine. En 1971, elle est promue professeure associée.
Elle est également enquêtrice pour l'American Heart Association, elle s'intéresse  particulièrement à la façon dont l'hypertension affecte le système circulatoire. Tout en enseignant à l'Albert Einstein College of Medicine, elle poursuit des recherches sur les artères et les effets de la fumée de cigarette sur les poumons. Elle est membre du prestigieux conseil des gouverneurs de la l'Académie des sciences de New York pendant deux ans. Elle reçoit d'autres bourses de recherche tout au long de sa carrière comme celle de l'American Cancer Society, de l'Association américaine pour l'avancement des sciences, de la New York Academy of Sciences, du Conseil de l'Artériosclérose et de l'American Heart Association. Elle prend sa retraite en 1986 de l'Albert Einstein College of Medicine et en 1988 crée une bourse d'études pour les Afro-américains dans le domaine de la chimie et physique pour les majors du Queens College, bourse en mémoire de son père. En 1999, elle est reconnue par la National Association Technique comme le top 50 féminin de la science, l'ingénierie et la technologie.
Le 26 février 2016, durant le mois de l'histoire des Noirs, une école est nommée Dr. Marie M. Daly Academy of Excellence dans le Queens.

## Sources
- Brun, Mitchell, "The Faces of Science: African-Americans in the Sciences", 1996.
- Kessler, James; Kidd, J.S.; Kidd, Renee; and Morin, Katherine A. Distinguished African-American Scientists of the 20th Century. Oryx Press: Phoenix, AZ, 1996.
- "Biographical Snapshots of Famous Women and Minority Scientists", Journal of Chemical Education
- Marie Maynard Daly. (2013). The Biography Channel.